# Radduscher Kahnfahrt
Die Radduscher Kahnfahrt, niedersorbisch Radušańska cera, ist ein Fließ im Oberspreewald und verbindet das am Südrand des Spreewalds gelegene Dorf Raddusch mit dem Spreewälder Gewässernetz.
Das Fließ beginnt am Nordrand des Dorfes. Hier besteht ein Naturhafen von dem aus Spreewaldkähne von Raddusch aus in den Spreewald fahren. Die Radduscher Kahnfahrt führt dann in nordöstlicher Richtung und ist in weiten Teilen durch alten Baumbestand gesäumt. Es führt dann durch den kleinen Radduscher Ortsteil Radduscher Kaupen, kreuzt das Vetschauer Mühlenfließ und mündet dann in den Südumfluter.
Während die kleine Wasserstraße heute vor allem touristische Bedeutung hat, stellte sie in der Vergangenheit eine wichtige Verkehrsverbindung in den damals nur auf dem Wasserwege erreichbaren Spreewald und die von dort erreichbaren Wasserstraßen dar, über die auch landwirtschaftliche Produkte vertrieben wurden.